# 딩위시
딩위시(중국어: 丁禹兮, 병음: Dīng Yǔxī, 한자음: 정우혜, 본명: 딩저우제(중국어: 丁舟杰, 병음: Dīng Zhōujié), 1995년 7월 20일 ~ )는 중국의 배우이다. 영어 이름은 라이언 딩(Ryan Ding)이다.

## 출연작

### 드라마
- 2018년 유쿠 웹드라마 《신소오강호》- 동방불패 역
- 2019년 텐센트 웹드라마 《8분종적온난》 - 허신량 역
- 2020년 후난위성텔레비전 금응독파극장 《청평악》 - 소식 역
- 2020년 망고 TV 웹드라마 《운색과농》 - 저우스윈 역
- 2020년 텐센트 웹드라마 《전문중적진천천》 - 한삭 역
- 2021년 아이치이 웹드라마 《월광변주곡》 - 주천 역
- 2023년 텐센트 웹드라마 《춘규몽리인》 - 녕옥현 역
- 2023년 아이치이 웹드라마 《칠시길상》 - 초공 역
- 2024년 아이치이 웹드라마 《대리시소경유: 고양이 수사관의 사건 일지》 - 이병 역
- 2024년 후난위성텔레비전 금응독파극장 《장락곡》 - 심도 역
- 2024년 텐센트 웹드라마 《영야성하》 - 모성 역
- 2024년 텐센트 웹드라마 《흑백삼림》 - 문빈빈 역
- 2025년 아이치이 웹드라마 《회수죽정》 - 장정 역